# اللجنة الدولية لتقصي الحقائق
اللجنة الدولية لتقصي الحقائق تعتبر الأداة التي يطبق من خلالها القانون الدولي الإنساني وقد أوجدها المؤتمر الدبلوماسي لسنة 1974م.

## الإنشاء
أوجدها المؤتمر الدبلوماسي لسنة 1974م، وأقرها لاحقا البروتوكول الإضافي الأول سنة 1977م، وقد دخلت حيز التنفيذ سنة 1992م بعد موافقة 20 دولة على اختصاصاتها.

## الاختصاصات
لها مهمتان أساسيتان حسب ما نصت علية المادة 90 من البروتوكول الإضافي الأول لسنة 1977م وهي:
- التحقق من أي واقعة يفترض أنها تشكل انتهاكا جسيما للقانون الدولي الإنساني.
- تسير العودة للتقيد بأحكام القانون الدولي الإنساني، شريطة قبول أطراف النزاع.

## انتقادات
من أسباب فشل اللجنة حسب بعض الدراسات، هو أن عملها يتوقف على موافقة أطراف النزاع .